# CNN Indonesia
CNN Indonesia – indonezyjska stacja telewizyjna o charakterze informacyjnym. Została uruchomiona w 2015 roku. 
Portal internetowy CNN Indonesia funkcjonuje od 2014 roku.